# Biharnagybajom
Biharnagybajom is een plaats (község) en gemeente in het Hongaarse comitaat Hajdú-Bihar. Biharnagybajom telt 3020 inwoners (2007).